# Yuki (Name)
Yuki (japanisch ゆき, ユキ) und Yūki (japanisch ゆうき, ユウキ) sind männliche und weibliche Vornamen sowie Familiennamen.

## Bedeutung
Die Bedeutung ist vom verwendeten Kanji abhängig. „Yuki“ kann unter anderem „Glück“, aber auch „Schnee“ bedeuten.
Yūki wird aus dem Zeichen Yū (優, Überlegenheit, Sanftmut) mit verschiedenen Bedeutungen von „ki“ zusammengesetzt.

## Namensträger

### Vorname
- Yūki Abe (* 1981), japanischer Fußballspieler
- Yuki Inoue, Geburtsname von Satsuki Yukino (* 1970), japanische Synchronsprecherin
- Yūki Inoue (Fußballspieler) (* 1977), japanischer Fußballspieler
- Yuki Inoue (Curler), japanischer Curler
- Yuki Kajiura (* 1965), japanische Komponistin
- Yuki Kobayashi (Skilangläuferin) (* 1987), japanische Skilangläuferin
- Yūki Kobayashi (Fußballspieler, 1988) (* 1988), japanischer Fußballspieler
- Yūki Kobayashi (Fußballspieler, 1992) (* 1992), japanischer Fußballspieler
- Yūki Kobayashi (Fußballspieler, 2000) (* 2000), japanischer Fußballspieler
- Yūki Kudō (* 1971), japanische Schauspielerin und Sängerin, siehe Youki Kudoh
- Yuki Kunii (* 2003), japanischer Motorradrennfahrer
- Yuki Kuramochi (* 1972), japanische Popsängerin, siehe Yuki (Sängerin)
- Yuki Nakaji (* 1964), japanische Mangaka
- Yūki Sasahara (* 1984), japanischer Skeletonpilot
- Yuki Shigeno (* 1965), japanische Go-Spielerin
- Yūki Stalph (* 1984), deutscher Fußballspieler
- Yuki Tsunoda (* 2000), japanischer Formel-1-Rennfahrer
- Yuki Urushibara (* 1974), japanische Mangaka
- Yūki Itō (* 1994), japanische Skispringerin
- Yūki Itō (Cellist) (* 1989), japanischer Cellist

### Familienname
- Aoi Yūki (* 1992),  japanische Schauspielerin, Synchronsprecherin und Sängerin
- Hiro Yūki (* 1965), japanischer Synchronsprecher
- Hiroe Yuki (1948–2011), japanische Badmintonspielerin
- Kaori Yuki, japanische Mangaka
- Kōzō Yūki (* 1979), japanischer Fußballspieler
- Yuki Shigeko (1900–1969), japanische Schriftstellerin
- Shōji Yūki (1927–1996), japanischer Schriftsteller
- Yūki Somei (1875–1957), japanischer Maler
- Taniyuki Yuki (* 1960), japanischer Skilangläufer
- Yūki Toyotarō (1877–1951), japanischer Bankier